# Berthe-Mausmaki
Der Berthe-Mausmaki, auch (Madame) Berthes Mausmaki, (Microcebus berthae) ist eine auf Madagaskar lebende Primatenart aus der  Gattung der Mausmakis innerhalb der Gruppe der Lemuren. Er ist der kleinste bekannte Primat. Das Artepitheton ehrt die madagassische Anthropologin Berthe Rakotosamimanana.

## Merkmale
Berthe-Mausmakis erreichen eine Kopfrumpflänge von 9 bis 9,5 Zentimetern, wozu noch ein 13 bis 14 Zentimeter langer Schwanz kommt. Das Gewicht beträgt 24 bis 38 Gramm. Ihr Fell ist kurz und dicht, es ist an der Oberseite rötlichbraun und an der Unterseite gelblich-weiß gefärbt. Der Schwanz ist ebenfalls rötlichbraun, er ist vergleichsweise lang und dichter behaart als bei anderen Mausmakis. Der Kopf ist rundlich, er ist orange und sichtbar heller als der Rumpf. Die Schnauze ist kurz, die Ohren sind groß. Zwischen den ebenfalls großen Augen befindet sich ein weißlicher Fleck.

## Verbreitung und Lebensraum

Verbreitungsgebiet (rot) des Berthe-Mausmakis auf Madagaskar

Berthe-Mausmakis sind bislang nur aus dem Kirindy-Wald und angrenzenden Gebieten an der Westküste Madagaskars bekannt. Wie weit ihr tatsächliches Verbreitungsgebiet reicht, ist nicht bekannt. Ihr Lebensraum sind trockene Laubwälder.

## Lebensweise
Diese Mausmakis sind nachtaktiv und halten sich meist in den Bäumen auf. Tagsüber schlafen sie in Blätternestern, die in Lianen und anderen hängende Pflanzen befestigt sind. Sie bewohnen Reviere von rund 1,2 Hektar Größe, die Territorien der Männchen sind aber größer als die der Weibchen. Die Reviere überlappen sich, die Tiere gehen aber einzelgängerisch auf Nahrungssuche.
Berthe-Mausmakis sind vermutlich Allesfresser, die neben Früchten und anderem pflanzlichen Material auch Insekten zu sich nehmen. Um Energie zu sparen, fallen sie täglich, aber nicht sehr lange, in einen Torpor (Starrezustand).

## Gefährdung
Berthe-Mausmakis kommen teilweise in großer Dichte vor, stellenweise teilen sich bis zu 100 Tiere einen Quadratkilometer. Ihr Verbreitungsgebiet ist allerdings klein – vielleicht nicht mehr als 900 km² – und zerstückelt. Die IUCN listet die Art als „vom Aussterben bedroht“ (critically endangered).